# Mètrica (poesia)
La mètrica, en poesia, és la disciplina que s'ocupa de l'estructura rítmica dels versos i de la seva tècnica de composició literària. La unitat bàsica per comptar els versos varia segons la cultura, pot ser el peu, la llargada de les vocals o la síl·laba, més freqüent en les llengües romàniques.
Segons el tipus de vers, hi ha un ritme canònic, marcat pels accents i la llargària de les paraules. Els versos poden tenir rima entre ells, és a dir, coincidència de sons finals. També poden combinar-se per formar una estrofa, amb un esquema mètric fixat, com el sonet. Si no s'adeqüen a aquestes restriccions, es parla de versos lliures o blancs.
En català, un vers es classifica en art menor o art major segons si té menys o més de vuit síl·labes respectivament. Les síl·labes poètiques coincideixen amb les ordinàries exceptuant els fenòmens de diftongació o sinalefes, els hiats o les dièresis.
En mètrica catalana es compta fins a la darrera síl·laba tònica del vers, com en altres llengües romàniques en què són freqüents les paraules agudes, com el francès i l'occità. En les llengües romàniques en què són molt més freqüents les paraules planes (com el castellà i l'italià) es compta fins a la darrera tònica i se n'hi afegeix una. Això fa que, per exemple, en català es digui que un vers alexandrí té dotze síl·labes, mentre que en castellà i italià es digui que en té catorze (els dos hemistiquis es compten per separat, de manera que, amb el mateix nombre de síl·labes, el castellà i l'italià en compten dues més).

## Funció poètica
Els conceptes poesia i prosa no són excloents, ja que per exemple existeixen poemes en prosa. Un dels primers exemples n'és Petits poèmes en prose de Baudelaire. La poesia no és una manera d'escriure, sinó una determinada qualitat del discurs (oral o escrit). Roman Jakobson posava de manifest que la funció poètica del llenguatge és més àmplia que el concepte de poesia. És a dir, la funció poètica no és més que una condició lingüística sine qua non.
Allò que distingeix un discurs en vers d'un discurs en prosa és precisament la mètrica. Però també existeixen diferents tipus de prosa. Cada frase és una figura sonora i gramatical. Quan aquestes figures es van repetint o bé quan van encaixant les unes amb les altres, aleshores diem que ens trobem davant d'una "prosa rítmica"; és a dir, una prosa que utilitza recursos típics del vers.
La prosa poètica, en canvi, es diferencia de la prosa rítmica perquè persegueix un efecte no necessàriament vinculat al material sonor. Allò que fa que una prosa sigui poètica té més a veure amb la combinació dels mots dintre la frase que no pas amb el ritme assolit per les frases del discurs.
El poema en prosa apareix quan els recursos de la funció poètica s'exploten al màxim. El poema en vers apareix quan, a més a més d'això, hi ha un ús regular dels elements sonors de la llengua. L'única cosa que diferencia un poema en prosa d'un poema en vers és la incorporació en aquest darrer dels artificis mètrics.
El vers lliure és encara més modern que el de poema en prosa. Apareix per ser aplicat als versos de Walt Whitman i d'altres que, com ell, escrivien sense cenyir-se a una mètrica determinada. El vers lliure, que reivindicava la llibertat d'elecció d'un ordre intern, va passar aviat a convertir-se en una mena de carta blanca per eludir aquest ordre i caure en l'esclavatge de la mateixa primarietat.
Un poema en vers és un discurs dividit en uns segments més petits seguint uns criteris mètrics. Aquests segments, que s'anomenen versos s'imprimeixen aïllats cada un en una ratlla distinta.
Un poema, on la separació dels segments no respon a criteris mètrics, no pot anomenar-se poema en vers, simplement perquè els seus segments no són versos. Si, doncs, no són versos, poden passar dues coses: a) que la divisió no obeeixi cap criteri, o b) que obeeixi criteris sintàctics, semàntics, visuals, etc. Tant en un cas com en l'altre, el concepte més escaient és el que W. H. Auden en diu prosa retallada (choop-ped-up prose). El fet de tenir al davant un text en prosa retallada ens indica, que no l'hauríem de llegir com si estigués imprès a la manera de la prosa; ens indica que el poeta ha volgut donar a cada ratlla una certa unitat. El paper de la mètrica dins la funció poètica del llenguatge és, doncs, un element més d'entre tots els que contribueixen a posar en relleu totes les unitats del discurs poètic. El paper que juga la mètrica en el tot de la funció poètica del llenguatge és un paper poderós, però també un de tants altres.

## Síl·laba
La naturalesa dels sons del llenguatge fa que en pronunciar-los s'agrupin en síl·labes. En català, cada vocal és el nucli d'una síl·laba. No hi pot haver síl·laba sense vocal, ni cap síl·laba pot tenir més d'una vocal. Un diftong no implica pas el contacte de dues vocals, sinó el d'una vocal amb un so que no és vocàlic ni consonàntic. Quan convertim un hiatus en un diftong fem una sinèresi. El cas contrari de la sinèresi és la dièresi. Aquesta consisteix a convertir un diftong en un hiatus. Quan una paraula acaba en so vocàlic i la paraula següent comença en un altre so vocàlic, es poden produir tres fenòmens: hiatus, sinalefa i elisió. La sinalefa comporta una diftongació, i l'elisió la desaparició d'una vocal. El metre, doncs, és un element modificador de les solucions de vocals en contacte. Quan el metre obliga a una sil·labació que en el llenguatge ordinari es resoldria en un hiatus, tenim un focus de tensió. I tornem a tenir un focus de tensió quan el metre obliga a fer un hiatus on en el llenguatge ordinari es resoldria en una sil·labació.

## Accents
L'accent és molt més important que la síl·laba. Ara bé, l'accent d'intensitat és variable segons el context en què apareix.
Per tal de localitzar les síl·labes portadores d'accent màxim només cal tenir en compte la posició que tenen en el sintagma: 
a) La darrera síl·laba tònica de qualsevol seqüència és sempre portadora d'accent màxim.
b) Les altres síl·labes tòniques són portadores d'accent màxim quan estan situades entre dues síl·labes àtones, o bé quan van seguides de dues síl·labes àtones.
El català tendeix a originar seqüències de ritme binari o ternari, o bé mixtes. Podem reconèixer quatre nivells accentuals, dintre dels quals l'oposició entre el primer i els altres serà l'única realment rellevant des del punt de vista mètric.
- Nivell 1: Síl·laba d'accent màxim o irrenunciable.
- Nivell 2: Síl·laba d'accent renunciable.
- Nivell 3: Síl·laba tònica desaccentuada.
- Nivell 4: Síl·laba àtona.

## Sistema lingüístic i sistema mètric
La coincidència de fronteres sintàctiques i mètriques s'anomena esticomítia. La no coincidència s'anomena encavallament.
En català hi ha tres regles que regulen la superposició d'ambdós sistemes.
- La frontera de vers ha de coincidir amb una frontera de mot.
- Entre el darrer accent màxim i la frontera de vers no hi pot haver cap frontera de mot.
- L'últim temps fort del vers ha d'estar ocupat per un accent màxim.

## Classificació dels versos
En català hi ha tres tipus de mètrica: mètrica sil·làbica, mètrica accentual, i altres mètriques. La mètrica sil·làbica comprèn molts tipus de versos, però el denominador comú de tots consisteix en el nombre de síl·labes que tenen comptant des de la primera de totes fins a l'última tònica.
Al marge d'aquesta classificació, és útil recordar que tot vers que acaba amb un mot agut s'anomena vers masculí, i tot vers que acaba en un mot pla o esdrúixol s'anomena vers femení.
Un poema té versos isosil·làbics quan tots els que el componen tenen el mateix nombre de síl·labes. Si el nombre de síl·labes de cada vers varia, aleshores diem que un poema té versos anisosil·làbics. Així, doncs, la classificació de la mètrica sil·làbica és:
a) Isosil·làbica: Art menor sense cesura, Art menor amb cesura; Art major amb cesura, Art major sense cesura.
b) Anisosil·làbica.
Els versos d'art menor són els que tenen de quatre a vuit síl·labes.

### La cesura
La cesura és un tall que divideix el vers en dos hemistiquis d'igual o diferent llargada; pertany al sistema mètric i no al lingüístic. Això vol dir que la cesura, si bé coincideix sempre amb una frontera de mot, no té per què coincidir amb una pausa sintàctica. L'efecte de la cesura sobre el vers és el de donar a cada hemistiqui el mateix valor mètric que té un vers no cesurat. Això vol dir que les síl·labes àtones que hi ha entre el darrer accent del primer hemistiqui i la cesura no tenen valor mètric. Els versos d'art major amb cesura es redueixen en principi al decasíl·lab i a l'alexandrí. El decasíl·lab cesurat pot presentar dues modalitats: la primera és de 4 + 6, i la segona de 5 + 5. L'alexandrí cesurat també té més d'una possibilitat. Les modalitats més utilitzades són la de 6 + 6, anomenada alexandrí bimembre i la de 4 + 4 + 4, anomenada alexandrí trimembre. Però res no impedeix la possibilitat de la modalitat de 4 + 8, així com tampoc la de 8 + 4. L'art major sense cesura està representat bàsicament per dos tipus de versos: el decasíl·lab i el dodecasíl·lab. Com que són seqüències indivisibles en hemistiquis, la distribució accentual no és lliure. El decasíl·lab imposa la distribució accentual a força d'originar cinc subseqüències binàries o bé la combinació de dues ternàries i dues de binàries.

## Mètrica accentual
L'objectiu principal de la mètrica accentual és d'originar la repetició d'una mateixa seqüència al llarg de tot un vers o bé de tot el poema. La mètrica accentual es pot realitzar també dintre de la mètrica sil·làbica. A vegades la mètrica accentual realitzada dintre la mètrica sil·làbica permet amb menys violència la combinació de versos amb un nombre parell de síl·labes i versos amb un nombre senar.
La mètrica accentual pura no es presenta necessàriament coincident amb la isosil·làbica, i la podríem agrupar en dos apartats segons si la frontera de vers o la cesura hi tenen un paper o no. Aquesta és una mètrica molt poderosa, accepta moltes variants respecte al model; i moltes d'aquestes variants xoquen contra les regles de la nostra mètrica tradicional.

## Mètrica catalana
En el cas de la llengua catalana, la mètrica forma part de la mètrica sil·làbica romànica, com en el cas de l'occità i el francès. De la mètrica catalana se'n pot destacar el fet que només es compten les síl·labes del vers que hi ha entre la primera i l'última síl·laba tònica.